# Württembergische II
Die Fahrzeuge der Klasse II der Königlich Württembergischen Staats-Eisenbahnen waren Lokomotiven mit der Achsformel 1B. 
Die Maschinen wurden von Baldwin mit den Fabriknummern 223–225 gebaut und bei den K.W.St.E. mit den Betriebsnummern 4–6 geführt. Sie trugen die Namen „Neckar“, „Enz“ und „Rems“.
Ausgestattet waren die aus Philadelphia stammenden Fahrzeuge mit einem runden Stehkessel, schrägen Außenzylindern, einem schrägen Langkessel und einer verstellbaren Expansionssteuerung. Lange Treibstangen waren nötig, weil die zweite Kuppelachse angetrieben wurde. 

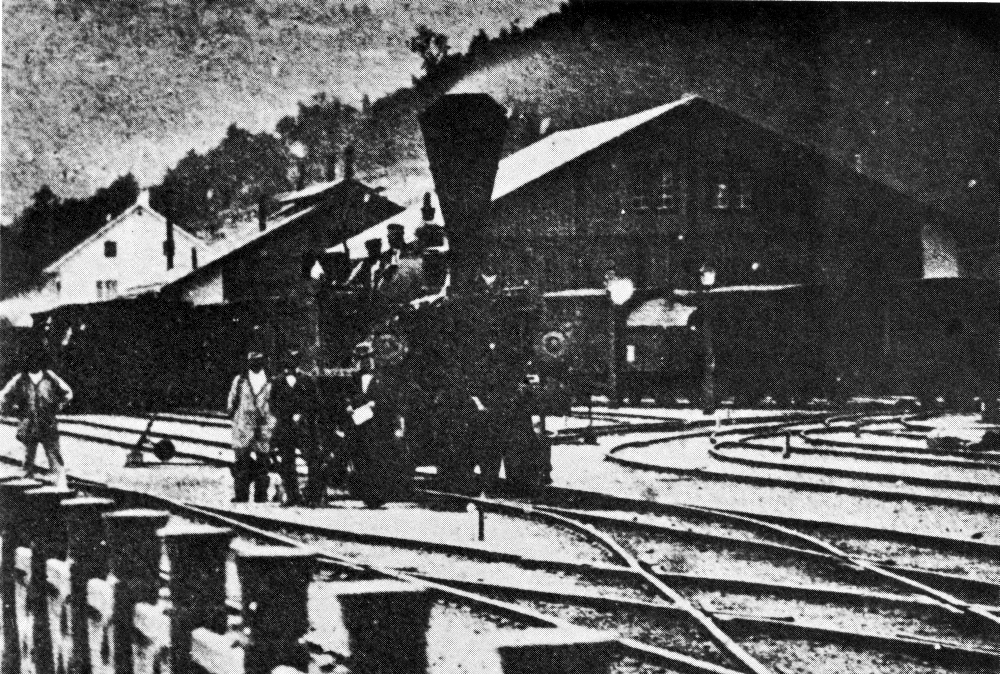
Lok bei der SCB in Olten

Da man mit den Fahrzeugen nicht zufrieden war, veräußerte man sie 1854 an die Schweizerische Centralbahn. Die SCB bezahlte einen Gesamtpreis von 78.000 Schweizer Franken an die K.W.St.E. Die Loks wurden für den Schottertransport angeschafft und waren danach vor allem im Rangierdienst auf den Bahnhöfen in Basel, Olten und Bern im Einsatz. Gelegentlich wurden sie auch für die Führung der Lokalzüge zwischen Aarau und Olten eingesetzt. Die Maschinen der Bauart C 2/3 erhielten von der SCB keine Nummern, sondern behielten die Namen der K.W.St.E. Aufgrund ihres schlechten Zustands wurden sie 1864 ausrangiert und verschrottet.

## Technik
Die drei Maschinen wurden nach dem Vertrag, der am 31. August 1844 mit der Lokomotivfabrik Baldwin & Witney in Philadelphia in den Vereinigten Staaten geschlossen wurde, nach Vorschriften der königlich Württembergischen Eisenbahnkommission gebaut. Sie sollten zum Vorbild für die in Esslingen zu bauenden Maschinen werden.
Folgende Angaben finden sich im Buch „Hystorie of the Baldwin Locomotiv Works“:
„Im Jahre 1845 baute Baldwin drei Lokomotiven für die Württembergischen Staatsbahnen. Sie wogen 15 t und liefen auf 6 Rädern, von denen vier 60 Zoll Durchmesser hatten und gekuppelt waren. Das vordere Triebräderpaar war mit den kleineren Führungsrädern mittels beweglichen Armen zu einem Drehgestell (Baldwin-Truck) vereinigt. Die Zylinder waren geneigt und lagen außen, die Treibstangen griffen an einer Halbkurbelachse hinter der Feuerbüchse an. Laut Vorschrift erhielten die Maschinen, die kurz vorher von Stephenson in England eingeführte Schwingensteuerung [...]“
Dem Hinweis auf die Halbkurbelachse wird von Alfred Moser mit Hilfe einer Typenzeichnung widersprochen, die im „Bulletin de la Société de Mulhouse, saénce de 25. IV und 28. XI.“ abgedruckt worden ist und sich auch in den Archiven der Maschinenfabrik Esslingen befindet. Denn dort greift die Treibstange außerhalb der Räder an, im Gegensatz zur Halbkurbelachse, wo dies auf der Innenseite der Räder der Fall wäre, durch den kleinen Kessel wäre dies durchaus im Bereich des Möglichen gewesen.
Die Anordnung der Treibachse hinter der Feuerbüchse vermied den, zur damaligen Zeit sonst üblichen, großen hinteren Überhang. Der kleine Kessel war mit Holz verkleidet. Er besaß eine runde, stehende Feuerbüchse, auf dem sich der Armaturendom mit Federwaagen-Sicherheitsventil befand. Der Kamin war als großer, konischer Funkenfängerkamin ausgebildet. In diesem befand sich ein sogenanntes Froschmaul-Blasrohr. Die Lokomotive besaß einen Innenrahmen. Das Drehgestell hatte gemeinsame Längsfedern, und die Treibachse stütze sich auf Längsfedern über den Achsenlagern ab. Die geneigt montierten Zylinder waren an der Rauchkammer angebracht, und nicht wie üblich am Rahmen. Die innen liegende Stephensonsteuerung wirkte nach hinten auf Umkehrdoppelhebel. Diese übertrugen dann mittels Querwellen die Bewegung über lange Stangen zu den über den Zylindern liegenden Schiebern. Diese waren als Klotzkulissen mit umfassenden Kulissensteinen ausgebildet. Die Kesselspeisung erfolgte über eine Fahrpumpe, die Kreuzköpfe trieben deren Plugerkolben an. Beim dreiachsige Tender waren die beiden vorderen Achsen zu einem Drehgestell mit gemeinsamer Längsfeder zusammengefasst. Auf dem Tender war eine Hebelbremse eingebaut, die auf Klötze des Drehgestelles wirkte und vom Heizer bedient wurde. Es stand auch eine zweiarmige Regulatorbremse zur Verfügung. Es war sogar eine Vorwärmeinrichtung für das Tenderwasser vorhanden. Die kleinen Triebwerksabmessungen und der geringe Kesseldruck von 6,3 bar lassen die Angaben von 1000 kg Zugkraft (was ca. 80 PS entspricht) als realistisch erscheinen.
Auf dem Kessel war eine Signalglocke angebracht, auch der typisch amerikanische Kuhfänger fehlte nicht. Es war kein Führerhaus vorhanden, sondern nur eine durch Ketten und Stangen abgegrenzte Plattform.

## Fahrzeugliste
| Fabriknr. | Baujahr | Bahnnummer K.W.St.E. | Name   | ausgemustert |
| --------- | ------- | -------------------- | ------ | ------------ |
| 223       | 1845    | 4                    | Neckar | 1864         |
| 224       | 1845    | 5                    | Enz    | 1864         |
| 225       | 1845    | 6                    | Rems   | 1864         |